# Xã Duchouquet, Quận Auglaize, Ohio
Xã Duchouquet (tiếng Anh: Duchouquet Township) là một xã thuộc quận Auglaize, tiểu bang Ohio, Hoa Kỳ. Năm 2010, dân số của xã này là 14.499 người.